# Răzoare (okręg Marusza)
Răzoare – wieś w Rumunii, w okręgu Marusza, w gminie Miheșu de Câmpie. W 2011 roku liczyła 607 mieszkańców.